# 1704
| [ Edytuj tabelę ]              | |
| Król Polski                    | - 1696 August II Mocny 1706 - 1704 Stanisław Leszczyński 1709                                                                               |
| Współksiążęta Andory           | - 1695 Julià Cano i Thebar 1714 - 1643 Ludwik XIV 1715                                                                                      |
| Król Anglii i Szkocji          | - 1702 Anna Stuart 1707 |
| Elektor Bawarii                | - 1679 Maksymilian II Emanuel 1726 |
| Sułtan Brunei                  | - 1690 Nassaruddin 1705 |
| Cesarz Chin                    | - 1661 Kangxi 1722 |
| Król Czech                     | - 1657 Leopold I Habsburg 1705 |
| Król Danii                     | - 1699 Fryderyk IV 1730 |
| Dalajlama                      | - 1683 Cangjang Gjaco 1706 |
| Cesarz Etiopii                 | - 1682 Ijasu Wielki 1706 |
| Król Francji                   | - 1643 Ludwik XIV 1715 |
| Król Hiszpanii                 | - 1700 Filip V 1724 |
| Landgraf Hesji-Kassel          | - 1670 Karol I Heski 1730 |
| Stadhouder Holandii            | - 1702 drugi okres bez stadhoudera 1747 |
| Szach Iranu                    | - 1694 Sultan Husajn 1722 |
| Państwo Wielkich Mogołów       | - 1658 Aurangzeb Alamgir I 1707 |
| Król Irlandii                  | - 1702 Anna Stuart 1714 |
| Cesarz Japonii                 | - 1687 Higashiyama 1709 |
| Kalif                          | - 1703 Ahmed III 1736 |
| Patriarcha Konstantynopola     | - 1702 Gabriel III 1707 |
| Władca Korei                   | - 1674 Sukjong 1720 |
| Książę Kurlandii i Semigalii   | - 1698 Fryderyk Wilhelm Kettler 1711 |
| Książę Liechtensteinu          | - 1699 Jan Adam I 1712 |
| Sułtan Maroka                  | - 1672 Maulaj Isma’il 1727 |
| Książę Monako                  | - 1701 Antoni I 1731 |
| Król Nawarry                   | - 1643 Ludwik XIV 1710 |
| Król Norwegii                  | - 1699 Fryderyk IV 1730 |
| Sułtan Omanu                   | - 1692 Sajf I ibn Sultan 1711 |
| Elektor Palatynatu             | - 1690 Jan Wilhelm 1716 |
| Papież                         | - 1700 Klemens XI 1721 |
| Książę Parmy i Piacenzy        | - 1694 Franciszek 1727 |
| Król Portugalii                | - 1683 Piotr II 1706 |
| Król w Prusach                 | - 1701 Fryderyk I 1713 |
| Car Rosji                      | - 1682 Piotr I Wielki 1725 |
| Cesarz Rzymski (niemiecki)     | - 1658 Leopold I Habsburg 1705 |
| Kapitanowie Regenci San Marino | - 1703 Onofrio Onofri Baldassarre Tini 1704 - 1704 Ottavio Leonardelli Pietro Francini 1704 - 1704 Giambattista Tosini Tommaso Ceccoli 1705 |
| Elektor Saksonii               | - 1694 Fryderyk August I (król Polski) 1733                                                                                                 |
| Król Szwecji                   | - 1697 Karol XII 1718 |
| Król Tajlandii                 | - 1703 Luang Sorasak 1709 |
| Sułtan Turków                  | - 1703 Ahmed III 1730 |
| Doża Wenecji                   | - 1700 Alvise Mocenigo 1709 |
| Król Węgier                    | - 1655 Leopold I 1705 |

Rok 1704 / MDCCIV
stulecia: XVII wiek ~
XVIII wiek ~
XIX wiek

lata: 1694 «
1699 «
1700 «
1701 «
1702 «
1703 «
1704
» 1705
» 1706
» 1707
» 1708
» 1709
» 1714

## Wydarzenia w Polsce
- 29 stycznia – zawiązała się konfederacja sandomierska[1].
- 16 lutego
  - została zawiązana konfederacja warszawska skierowana przeciwko królowi Augustowi II Mocnemu.
  - kontrolowana przez Szwedów konfederacja warszawska ogłosiła w Polsce bezkrólewie.
- 14 marca – do tego dnia wojska szwedzkie pod wodzą gen. Renskjölda okupowały Kraków po ucieczce na początku marca do Niepołomic króla Augusta II Mocnego.
- 12 lipca – na zjeździe elekcyjnym szlachta wybrała Stanisława Leszczyńskiego królem Polski.
- 30 sierpnia – w Narwie Rzeczpospolita podpisała przymierze z Rosją, na mocy którego oficjalnie przystąpiła do wojny ze Szwecją.
- 8 listopada – bitwa wojsk saskich ze szwedzkimi pod Pońcem.

## Wydarzenia na świecie
- 29 lutego – wojna królowej Anny: oddział francusko-kanadyjski wraz z około 200-250 Indianami dokonał rajdu na Deerfield (Massachusetts) w Nowej Anglii, niszcząc miasto, zabijając 56 i biorąc do niewoli 112 osób.
- 1 maja – powstała pierwsza długo wydawana gazeta w Nowym Jorku; Boston news letter.
- 2 lipca – wojna o sukcesję hiszpańską: bitwa pod Donauwörth.
- 16-22 lipca – wojna o sukcesję hiszpańską: oblężenie Villingen.
- 4 sierpnia (24 lipca starego stylu) – wojna o sukcesję hiszpańską: kondotier w służbie Wielkiej Brytanii Jerzy Heski (Hesja) i jego żołnierze zdobyli na Hiszpanach Gibraltar (do dziś nieprzerwanie w rękach brytyjskich).
- 13 sierpnia – wojna o sukcesję hiszpańską: lord Marlborough pokonał Francuzów pod Blenheim.
- 24 sierpnia – wojna o sukcesję hiszpańską: bitwa morska pod Malagą.

- Carlos III wylądował w Hiszpanii i wydał proklamację do ludu hiszpańskiego (szybko jednak musiał wycofać się do Barcelony uciekając przed francuskim dowódca Berwickiem). Odtąd Barcelona była centrum partii prohabsburskiej i bazą wojsk angielsko-holendersko-austriackich.
- Daniel Defoe opublikował the Review i the Storm, ustanowił też skalę wiatrów.
- Jurieu; Histoire critique des dogmes et des cultes. Jeden z pierwszych ataków na dogmaty religijne.
- 1704-1708 Galland przetłumaczył (Paryż) Baśnie z tysiąca i jednej nocy na j. francuski. Moda na orientalizm w Europie.
- 1704-1705 Francuska okupacja Sabaudii, której władca Wiktor Amadeusz II zdradził ich dla Austrii.
- Królestwo Prus obiecało Szwedom nie popierać ich wrogów w wielkiej wojnie północnej.
- Leibnizowi nie udało się założenie akademii nauk w Wiedniu.
- Cesarz Leopold I Habsburg pokonał węgierskich insurgentów pod Nagyszombat (dziś Trnawa na Słowacji).
- Rosjanie zajęli Narwę i Dorpat, a w Polsce zawiązali konfederację w Sandomierzu.
- W Nowym Jorku Elias Neau założył szkołę dla niewolników.

## Urodzili się
- 5 lutego - Anna Wittelsbach, księżniczka Palatynatu-Sulzbach, księżna Sabaudii-Piemontu (zm. 1723)
- 10 lutego - Franz Dominik Almesloe, niemiecki hrabia, duchowny katolicki, biskup pomocniczy wrocławski (zm. 1760)
- 17 lutego – Józef Pułaski, twórca i marszałek związkowy konfederacji barskiej, starosta warecki, wielokrotny poseł na sejm, ojciec Kazimierza Pułaskiego (zm. 1769)
- 1 kwietnia - Amelia von Wallmoden, niemiecka arystokratka (zm. 1765)
- przed 29 października - John Byng, brytyjski admirał (zm. 1757)

## Zmarli
- 12 kwietnia – Jacques-Bénigne Bossuet, francuski duchowny katolicki, biskup, teolog, wychowawca i nadworny kaznodzieja Ludwika XIV (ur. 1627)
- 3 maja – Heinrich Ignaz Franz von Biber, austriacki kompozytor i barokowy skrzypek-wirtuoz pochodzenia czeskiego (ur. 1644)
- 28 października – John Locke, angielski filozof, lekarz, polityk i ekonomista (ur. 1632)
- 20 listopada – Charles Plumier, francuski zakonnik minimita, botanik i podróżnik (ur. 1646)

## Święta ruchome
- Tłusty czwartek: 31 stycznia
- Ostatki: 5 lutego
- Popielec: 6 lutego
- Niedziela Palmowa: 16 marca
- Wielki Czwartek: 20 marca
- Wielki Piątek: 21 marca
- Wielka Sobota: 22 marca
- Wielkanoc: 23 marca
- Poniedziałek Wielkanocny: 24 marca
- Wniebowstąpienie Pańskie: 1 maja
- Zesłanie Ducha Świętego: 11 maja
- Boże Ciało: 22 maja

## Przypisy

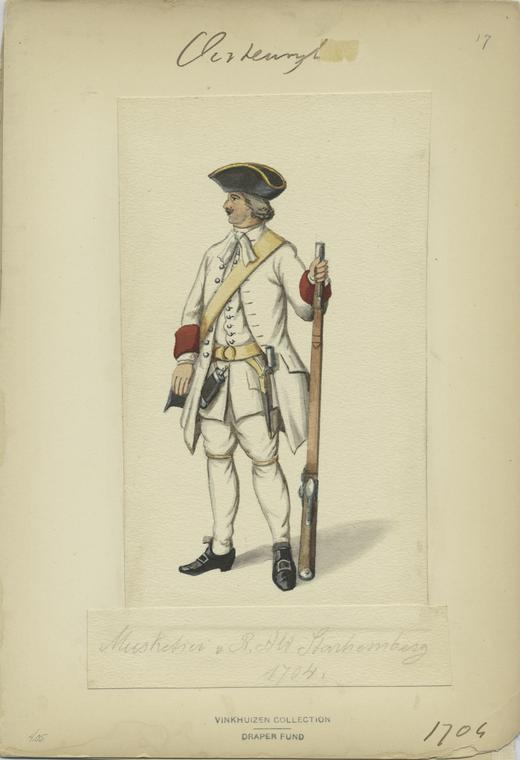
1704 r. muszkieter austriacki